# XIIIe siècle en musique
| \| • Retour à la chronologie générale de la musique populaire • \| |
| XXIe siècle • XXe siècle • XIXe siècle • XVIIIe siècle XVIIe siècle • XVIe siècle • XVe siècle • XIVe siècle XIIIe siècle • XIIe siècle • XIe siècle • Xe siècle IXe siècle • VIIIe siècle • Haut Moyen Âge • Rome • Grèce |
| • Retour à la chronologie générale de la musique populaire • |

| • Retour à la chronologie générale de la musique populaire • |

| Années de la musique populaire : 1197 - 1198 - 1199 - 1200 - 1201 - 1202 - 1203    |
| Décennies de la musique populaire : 1170 - 1180 - 1190 - 1200 - 1210 - 1220 - 1230 |

## Événements

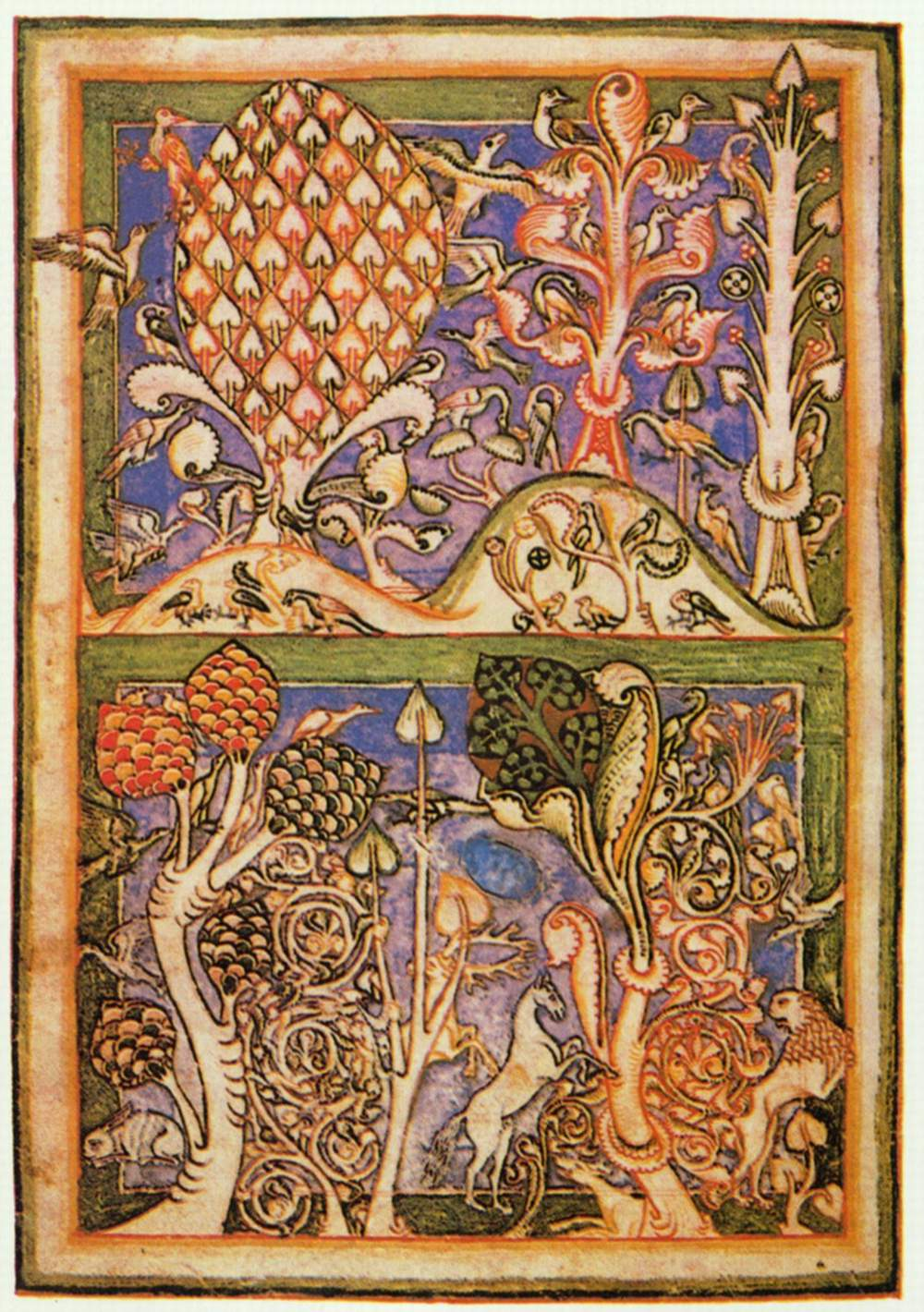
Carmina Burana

- Entre 1225 et 1250 : composition des Carmina Burana en France et en Germanie[1].
- Vers 1235 : Troparium (registre de chants sacrés) de l’église Saint-Guy (Saint-Vit) de Prague, rédigé en latin[2].
- Entre 1279 et 1284 : Cantigas de Santa Maria, recueils de chansons compilé à Séville pour le roi de Castille[3].
- Vers 1282 : Adam de la Halle compose le Jeu de Robin et de Marion à Naples[4].